# تحقيق السويادي
تحقيق السويادي هو تحقيق عام استمر خمس سنوات بقيادة ثين فوربس ، وحقق في اتهامات بإساءة معاملة السجناء من قبل الجيش البريطاني عقب معركة داني بوي . بدأ التحقيق تحقيقاته عام 2009 . 
بلغت تكلفة التحقيق ما يقرب من 25 مليون جنيه إسترليني .  نُشر التقرير في ديسمبر 2014 وخلص إلى أن مزاعم التعذيب والقتل " لا أساس لها من الصحة على الإطلاق ، وأنها نتاج أكاذيب متعمدة وتكهنات متهورة وعداء متأصل " ،  ولكن تسعة معتقلين عراقيين تعرضوا لسوء المعاملة . 
لاحقًا ، أُحيلت شركة لي داي ، إحدى شركات المحاماة المعنية ، إلى محكمة التأديب للمحامين  للرد على شكاوى حول تعاملها مع الدعوى التي رفعها معتقلون عراقيون ضد وزارة الدفاع . برّأت محكمة التأديب للمحامين لي داي من جميع التهم ، وأيدت محكمة الاستئناف هذا القرار في أكتوبر / تشرين الأول 2018 .  وأُغلقت لاحقًا شركة أخرى ، وهي محامي المصلحة العامة . 
كان التحقيق نقطة مؤامرة رئيسية في الدراما Danny Boy التي عرضت على قناة BBC Two عام 2021 ، بطولة أنتوني بويل وتوبي جونز . 